# Liste des îles du Cap-Vert

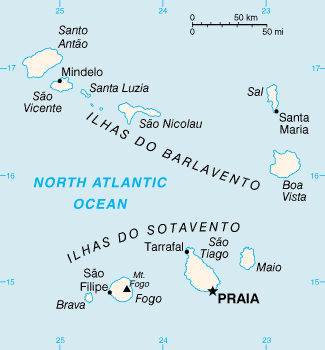
Carte des îles du Cap-Vert

Voici une liste des îles du Cap-Vert.

## Présentation
L'archipel du Cap-Vert, situé au large des côtes occidentales de l'Afrique, est constitué de dix îles principales et de plusieurs îlots, regroupés en deux groupes principaux, au Nord et au Sud.
Au Nord (ilhas de Barlavento ou îles de Barlavento, îles au vent), au Sud (ilhas de Sotavento ou îles de Sotavento, îles sous le vent) :
| Groupe             | Île         | Superficie (km2) |
| îles de Barlavento |             |                  |
| ------------------ | ----------- | ---------------- |
| îles de Barlavento | Boa Vista   | 620              |
| îles de Barlavento | Branco      | 3                |
| îles de Barlavento | Raso        | 7                |
| îles de Barlavento | Sal         | 216              |
| îles de Barlavento | Santa Luzia | 35               |
| îles de Barlavento | Santo Antão | 779              |
| îles de Barlavento | São Nicolau | 388              |
| îles de Barlavento | São Vicente | 227              |
| îles de Sotavento  |             |                  |
| Brava              | 67          |                  |
| Fogo               | 476         |                  |
| Maio               | 269         |                  |
| Santiago           | 991         |                  |
| Secos ou Do Rombo  | 4,75        |                  |